# Christopher Wicking
Christopher „Chris“ Wicking (* 10. Januar 1943 in London, England; † 13. Oktober 2008 in Toulouse, Frankreich) war ein britischer Drehbuchautor und Filmkritiker, der vor allem die Bücher für Horror- und Fantasyfilme schrieb.

## Leben
Christopher Wicking wurde während des Zweiten Weltkriegs in London geboren, wo er die Coopers’ Company School besuchte. Später studierte er an der St Martin’s School of Art.
Bald verfasste er erste Artikel für Filmzeitschriften und arbeitete als Angestellter beim Filmproduktionsunternehmen Anglo-Amalgamated. Er erhielt dann die Gelegenheit, als Assistant Filmeditor bei der Produktion von Dokumentarfilmen mitzuwirken und konnte außerdem erste Erfahrungen als Drehbuchautor sammeln. Für Cahiers du cinéma verfasste Wicking Porträts verschiedener Regisseure. Er war ein großer Fan des Westerns und schätzte Regisseure wie Anthony Mann, William Wellman und Budd Boetticher, die er später alle interviewen sollte. 1972 organisierte und kuratierte er eine William-Wellman-Retrospektive im National Film Theatre.
Mit Unterstützung von Michael Reeves wurde er 1969 für eine Mitarbeit am Drehbuch von Im Todesgriff der roten Maske engagiert. Reeves konnte den Dreh gesundheitsbedingt jedoch nicht beginnen und verstarb wenige Wochen später, so dass Gordon Hessler den Regieposten übernahm. Für Hesslers nächste Filme, die erneut für American International Pictures entstanden, schrieb Wicking ebenfalls die Drehbücher.
1971 verfasste Wicking sein erstes Drehbuch für einen Hammer-Film, den Horrorfilm Das Grab der blutigen Mumie. Die Produktion stand jedoch unter keinem guten Stern; nach einem Drehtag zog sich Hauptdarsteller Peter Cushing wegen einer Erkrankung seiner Frau vom Projekt zurück und noch vor Abschluss verstarb Regisseur Seth Holt am Set, so dass der Dreh von Michael Carreras vollendet werden musste.
Regisseur Peter Sykes verfilmte Wickings Drehbücher zu Dämonen der Seele (1972) und Die Braut des Satans (1976); dies war Wickings letzte Arbeit für Hammer-Film. Danach verfasste er vor allem Filmkritiken für Magazine wie Time Out, Sight & Sound und The Monthly Film Bulletin. Daneben entstanden verschiedene Drehbücher für Fernsehproduktionen. 1979 verfasste Wicking gemeinsam mit Tise Vahimagi ein Buch über amerikanische Fernsehregisseure, American Vein: Directors and Directions in Television.
1981 adaptierte er D. H. Lawrence’ Roman Lady Chatterley für Just Jaeckins Film Lady Chatterleys Liebhaber. Wicking schrieb eine frühe Fassung des Drehbuchs zum Musikfilm Absolute Beginners – Junge Helden, das jedoch auf Bitten des Regisseurs Julien Temple mehrfach überarbeitet wurde. Weitere Drehbücher Wickings blieben unrealisiert.
Wicking unterrichtete Drehbuchautoren am Royal College of Art, bei der gemeinnützigen Arvon Foundation und am University College Dublin.
Christopher Wicking, der zeitweise in der Nähe seiner Produktionsfirma Midnight Movies Ltd in Irland und zeitweise in Südfrankreich lebte, verstarb im Oktober 2008 in Toulouse an einem Herzinfarkt. Er hinterließ seine zweite Ehefrau, die Theaterregisseurin Lily Susan Todd sowie einen Sohn und eine Tochter.

## Filmografie (Auswahl)
Additional Dialogue
- 1969: Im Todesgriff der roten Maske (The Oblong Box)
- 1971: Venom

Drehbuch
- 1970: Die lebenden Leichen des Dr. Mabuse (Scream and Scream Again)
- 1970: Der Todesschrei der Hexen (Cry of the Banshee)
- 1971: Mord in der Rue Morgue (Murders in the Rue Morgue)
- 1971: Das Grab der blutigen Mumie (Blood from the Mummy’s Tomb)
- 1972: Dämonen der Seele (Demons of the Mind)
- 1973: Tod auf Rhodos (Medusa)
- 1976: Die Braut des Satans (To the Devil a Daughter)
- 1979–1982: Die Profis (The Professionals, Fernsehserie, 3 Episoden)
- 1981: Lady Chatterleys Liebhaber (Lady Chatterley’s Lover)
- 1983: Jemima Shore Investigates (Fernsehserie, 1 Episode)
- 1986: Absolute Beginners – Junge Helden (Absolute Beginners)
- 1988: Dream Demon – Traumdämon (Dream Demon)
- 1995: The Way to Dusty Death (Fernsehfilm)
- 1996: Jack Higgins – Das Abkommen (On Dangerous Ground, Fernsehfilm)
- 2004: Powers (Fernsehserie, 1 Episode)

## Schrift
- mit Tise Vahimagi: American Vein: Directors and Directions in Television.  Talisman Books, 1979, ISBN 978-0-905983-09-7.